# Notre-Dame-de-la-Paix (Québec)
Pour les articles homonymes, voir Notre-Dame-de-la-Paix.
Notre-Dame-de-la-Paix est une municipalité du Québec (Canada) située dans la municipalité régionale de comté (MRC) de Papineau dans la région administrative de l'Outaouais.

## Géographie
Notre-Dame-de-la-Paix est une vaste municipalité qui se déploie sur une superficie de près de 107,5 km2 dans la région administrative de l’Outaouais. La municipalité se trouve au nord de Papineauville, dans une vallée cernée de collines et formée il y a 20 000 ans par le passage des glaciers. Le village est situé sur les rives de la Petite rivière Rouge qui est un affluent de la rivière Petite-Nation et prend sa source au sud du lac des Plages.

### Hydrographie
Neuf lacs officiellement nommés par la Commission de toponymie du Québec sont situés à Notre-Dame-de-la-Paix. Il y a le lac aux Atocas, le lac Chartrand, le lac Fisher, le lac Pecan, le lac Rossignol, le lac Saddle, le lac Siffleur, le lac Vert  et le lac White Birch.
Six ruisseaux officiellement nommés sont présents dans Notre-Dame-de-la-Paix. Il y a le ruisseau Louis-Larouche, le ruisseau Noir, le ruisseau Pearson, le ruisseau Sainte-Madelaine, le ruisseau Sam et le ruisseau Suffolk.

## Toponymie
Le toponyme « Notre-Dame-de-la-Paix » a été officialisé le 27 novembre 2003 par la Commission de toponymie du Québec.

## Histoire
Depuis longtemps, les terres aujourd’hui occupées par la municipalité, étaient fréquentées par des Amérindiens algonquins. Le premier Européen qui visite et décrit ces lieux, est Samuel de Champlain qui remonte l'Outaouais en 1613.
Il constate la beauté des lieux, tout comme des missionnaires qui y évangélisent au fil des ans. Au printemps de 1674, la seigneurie de la Petite-Nation est constituée sur un vaste territoire, dont une partie appartient aujourd’hui à Notre-Dame-de-la-Paix. Elle est octroyée à Mgr François de Laval, premier évêque de Québec, mais la véritable colonisation de l’endroit ne débute qu’au XXe siècle.
La paroisse de Notre-Dame-de-la-Paix fut constituée canoniquement en janvier 1902 par détachement de son territoire du territoire des paroisses de Saint-André-Avellin et Notre-Dame-de-Bon-Secours. En octobre de la même année, la municipalité fut constituée civilement.
Les premières familles qui s’y installent, soit, les familles des Lalonde, Lauzon, Rousson, Bock et Whissell défrichent et commencent à cultiver les terres. Jusqu’à nos jours, Notre-Dame-de-la-Paix conserve sa vocation majoritairement agricole.

### Chronologie
- 1902 : Constitution de la municipalité de paroisse de Notre-Dame-de-la-Paix à partir d'une partie du territoire des municipalités de paroisse de Saint-André-Avellin et Notre-Dame-de-Bonsecours-Partie-Nord.
- 1983 : Notre-Dame-de-la-Paix est incluse dans la municipalité régionale de comté de Papineau qui remplace le comté de Papineau.
- 2003 : Changement de statut pour municipalité de Notre-Dame-de-la-Paix

## Démographie
| 1991 | 1996 | 2001 | 2006 | 2011 | 2016 | 2021 |
| ---- | ---- | ---- | ---- | ---- | ---- | ---- |
| 662  | 688  | 689  | 719  | 718  | 648  | 675  |

## Administration
Les élections municipales se font en bloc pour le maire et les six conseillers.
| Notre-Dame-de-la-Paix Maires depuis 2001                                                                             |                    |                        |          |
| Élection | Maire              | Qualité                | Résultat |
| 2001 | Daniel Bock        | Conseiller (2018-2021) | Voir     |
| 2005 | Daniel Bock        | Conseiller (2018-2021) | Voir     |
| 2009 | Daniel Bock        | Conseiller (2018-2021) | Voir     |
| 2013 | Daniel Bock        | Conseiller (2018-2021) | Voir     |
| 2017 | Simon Deschambault |                        | Voir     |
| 2018 | François Gauthier  |                        | Voir     |
| 2021 | Myriam Cabana      |                        | Voir     |
| Élection partielle en italique Depuis 2005, les élections sont simultanées dans toutes les municipalités québécoises |                    |                        |          |

## Éducation
La Commission scolaire Sir Wilfrid Laurier administre les écoles anglophones:
- École secondaire Laurentian Regional (en) à Lachute[19]

## Économie
Importante production de pommes de terre.

## Attraits
La municipalité dispose d’un club de golf de 18 trous.

La municipalité accueille le festival de la patate